# Pójdziesz ponad sadem
Pójdziesz ponad sadem – polski dramat psychologiczny z 1974 r. na podstawie powieści Ryszarda Binkowskiego.
Film był kręcony w Łodzi.

## Obsada aktorska
- Krzysztof Stroiński – Franek Bieniak
- Józef Osławski – Józek Bieniak
- Bożena Dykiel – Zocha, żona Józka
- Magdalena Wołłejko – Anka, dziewczyna Franka
- Alicja Migulanka – matka Zochy
- Michał Leśniak – wózkarz
- Bronisław Pawlik – nauczyciel geografii
- Jerzy Cnota – wózkarz Maniek
- Henryk Hunko – wózkarz Złociak
- Franciszek Trzeciak – wózkarz
- Marek Frąckowiak – wózkarz
- Kazimierz Krzaczkowski – Leszek Raczek, uczeń liceum wieczorowego
- Bogusław Sochnacki – windziarz
- Wojciech Standełło – wózkarz Antoś
- Zdzisław Szymański – ojciec Zochy
- Janina Borońska – urzędniczka w urzędzie zatrudnienia
- Piotr Krukowski – działacz ZMS w fabryce
- Mirosława Marcheluk – nauczycielka matematyki
- Zofia Merle – urzędniczka w fabryce

Źródło: Filmpolski.pl.